# IC 1826
IC 1826 — галактика типу SB0-a (компактна витягнута галактика) у сузір'ї Піч.
Цей об'єкт міститься в оригінальній редакції індексного каталогу.